# The Get Down
The Get Down ist eine US-amerikanische Musical-Drama-Fernsehserie. Sie spielt in den 1970er-Jahren in New York City und begleitet eine Gruppe Jugendlicher um Ezekiel „Zeke“ Figuero (gespielt von Justice Smith) und deren Traum, mit Hip-Hop der Armut zu entkommen. Die ersten sechs Episoden wurden am 12. August 2016 auf Netflix veröffentlicht, weitere fünf Episoden folgten am 7. April 2017. Mit geschätzten 120 Millionen US-Dollar Produktionskosten handelte es sich um die bis dahin teuerste Netflix-Eigenproduktion. Nach einer Staffel wurde die Serie aufgrund ihres hohen Budgets eingestellt.

## Handlung
Im New York der 1970er begleitet die Serie eine Gruppe Jugendlicher um Ezekiel „Zeke“ Figuero und seinen Freunden. Sie leben in der heruntergekommenen Bronx, in der Gewalt und Kriminalität zum Alltag gehören. Gemeinsam träumen sie davon, mit Hip-Hop durchzustarten und ein besseres Leben zu haben.

## Besetzung und Synchronisation
Die deutsche Synchronisation entsteht durch die Berliner Synchron. Dialogregie führen Frank Muth und Dirk Müller, der zusammen mit Yvonne Prieditis für das Dialogbuch verantwortlich ist. Neben Deutsch und Englisch ist die Serie auf Netflix in Spanisch, Türkisch, Französisch und Italienisch verfügbar.

### Hauptbesetzung
| Rolle                        | Schauspieler          | Hauptrolle (Folgen) | Synchronsprecher          |
| ---------------------------- | --------------------- | ------------------- | ------------------------- |
| Ezekiel „Zeke“ Figuero       | Justice Smith         | 1.01–1.11           | Sebastian Fitzner         |
| Shaolin Fantastic            | Shameik Moore         | 1.01–1.11           | Bastian Sierich           |
| Mylene Cruz                  | Herizen F. Guardiola  | 1.01–1.11           | Anita Hopt                |
| Ra-Ra Kipling                | Skylan Brooks         | 1.01–1.11           | Amadeus Strobl            |
| Boo-Boo Kipling              | T.J. Brown Jr.        | 1.01–1.11           | David Weyl                |
| Cadillac                     | Yahya Abdul-Mateen II | 1.01–1.11           | Tino Kießling             |
| Francisco „Papa Fuerte“ Cruz | Jimmy Smits           | 1.01–1.11           | Sebastian Christoph Jacob |
| Ramon Cruz                   | Giancarlo Esposito    | 1.01–1.10           | Thomas Petruo             |

### Nebenbesetzung
| Rolle                   | Schauspieler    | Nebenrolle (Episoden)            | Synchronsprecher |
| ----------------------- | --------------- | -------------------------------- | ---------------- |
| Fat Annie               | Lillias White   | 1.01–1.03, 1.05–1.06, 1.08–1.11  | Beate Gerlach    |
| Marcus „Dizzee“ Kipling | Jaden Smith     | 1.01–1.11                        | Vincent Borko    |
| Grandmaster Flash       | Mamoudou Athie  | 1.01–1.02, 1.04–1.07, 1.09, 1.11 | Christoph Banken |
| Lydia Cruz              | Zabryna Guevara | 1.01–1.11                        | Marion Musiol    |
| Wanda                   | Judy Marte      | 1.01–1.06, 1.08–1.09, 1.11       | Nora Kunzendorf  |
| Yolanda Kipling         | Stefanée Martin | 1.01–1.11                        | Alice Bauer      |
| Ms. Green               | Yolonda Ross    | 1.01–1.06                        | Antje Thiele     |
| Adele Kipling           | Karen Aldridge  | 1.01–1.04                        | Katja Schmitz    |

## Produktion
Bereits 2006 hatte Baz Luhrmann die Idee für eine Serie oder einen Film zum Thema Hip-Hop. Nach rund zehn Jahren Entwicklungszeit wurde die Serie schließlich im Februar 2015 angekündigt. Durch Schwierigkeiten beim Drehverlauf verzögerte sich die Produktion immer weiter, so dass zuerst nur sechs der zwölf geplanten Episoden fertig gedreht und veröffentlicht wurden. Zudem wurde das Produktionsbudget deutlich überschritten. Mit einem Gesamtbudget von 120 Millionen US-Dollar für die erste Staffel und Produktionskosten von geschätzten 7,5 Millionen US-Dollar pro Folge handelt es sich um die bis dato teuerste Netflix-Eigenproduktion.
Bei der Auswahl der Darsteller setzte Luhrmann hauptsächlich auf noch unbekannte Newcomer, um ein möglichst wahrhaftiges und glaubhaftes Bild der damaligen Zeit darstellen zu können. Um den Darstellern die Ursprünge des Hip-Hops näherzubringen, wurden Grandmaster Flash, Kurtis Blow und Nas mit ins Boot geholt.

## Episodenliste
| Nr. | Deutscher Titel                               | Originaltitel                                     | Erstausstrahlung USA | Deutschsprachige Erstausstrahlung (D/A/CH) | Regie             | Drehbuch                                              |
| --- | --------------------------------------------- | ------------------------------------------------- | -------------------- | ------------------------------------------ | ----------------- | ----------------------------------------------------- |
| 1   | Wo Ruinen sind, gibt es Hoffnung              | Where There Is Ruin, There Is Hope for a Treasure | 12. Aug. 2016        | 12. Aug. 2016                              | Baz Luhrmann      | Stephen Adly Guirgis & Baz Luhrmann                   |
| 2   | Suche diejenigen, die deine Flamme nähren     | Seek Those Who Fan Your Flames                    | 12. Aug. 2016        | 12. Aug. 2016                              | Ed Bianchi        | Sam Bromell, Sinead Daly & Jacqui Rivera              |
| 3   | Die Dunkelheit ist dein Licht                 | Darkness Is Your Candle                           | 12. Aug. 2016        | 12. Aug. 2016                              | Andrew Bernstein  | T Cooper, Allison Glock-Cooper & Stephen Adly Guirgis |
| 4   | Vergiss die Sicherheit, sei berüchtigt        | Forget Safety, Be Notorious                       | 12. Aug. 2016        | 12. Aug. 2016                              | Ed Bianchi        | Aaron Rahsaan Thomas                                  |
| 5   | Du hast Flügel, lerne zu fliegen              | You Have Wings, Learn to Fly                      | 12. Aug. 2016        | 12. Aug. 2016                              | Michael Dinner    | Seth Zvi Rosenfeld                                    |
| 6   | Erhebe deine Worte, nicht deine Stimme        | Raise Your Words, Not Your Voice                  | 12. Aug. 2016        | 12. Aug. 2016                              | Ed Bianchi        | Sam Bromell & Seth Zvi Rosenfeld                      |
| 7   | Enthülle deinen Mythos                        | Unfold Your Own Myth                              | 7. Apr. 2017         | 7. Apr. 2017                               | Lawrence Trilling | Stephen Adly Guirgis                                  |
| 8   | Der Beat weist dir den Weg                    | The Beat Says, This Is the Way                    | 7. Apr. 2017         | 7. Apr. 2017                               | Ed Bianchi        | Aaron Rahsaan Thomas                                  |
| 9   | Einer nach dem anderen geht in die Dunkelheit | One by One, Into the Dark                         | 7. Apr. 2017         | 7. Apr. 2017                               | Clark Johnson     | Nelson George                                         |
| 10  | Setze alles aufs Spiel                        | Gamble Everything                                 | 7. Apr. 2017         | 7. Apr. 2017                               | Ed Bianchi        | Seth Zvi Rosenfeld                                    |
| 11  | Nur aus dem Exil können wir heimkehren        | Only from Exile Can We Come                       | 7. Apr. 2017         | 7. Apr. 2017                               | Ed Bianchi        | Sam Bromell & Jacqui Rivera                           |

## Rezeption
Nach der Veröffentlichung der ersten sechs Episoden erhielt die Serie sowohl sehr gute, als auch sehr schlechte Kritiken. So schreibt Robert Rorke in der New York Post begeistert von einem Flashback in die 1970er, die Menschen mitreißt und durch Talent und Energie der Darsteller überzeugt. Tim Goodman bemängelt in seinem Review für The Hollywood Reporter wiederum die Darstellung der Serie und sieht viel verschenktes Potenzial, welches nicht nur an Luhrmanns Arbeitsweise liegt. Im Feuilleton der Welt schreibt Felix Zwinzscher, dass die Serie sich wie ein schlechter Kompromiss anfühle und letztlich an der Mutlosigkeit von Luhrmann scheitern würde.
Bei Metacritic erhielt die Serie einen Metascore von 69/100 basierend auf 31 Rezensionen und bei Rotten Tomatoes gaben die Kritiker eine durchschnittliche Wertung von 74 Prozent ab (57 Kritiken), während die Nutzer zu 86 Prozent mit der Serie zufrieden waren.